# (31988) Jasonfiacco
(31988) Jasonfiacco est un astéroïde de la ceinture principale.

## Description
(31988) Jasonfiacco est un astéroïde de la ceinture principale. Il fut découvert le 28 avril 2000 à Socorro (Nouveau-Mexique) par le projet LINEAR. Il présente une orbite caractérisée par un demi-grand axe de 2,24 UA, une excentricité de 0,16 et une inclinaison de 2,2° par rapport à l'écliptique.